# セルゲイ・カチューリン
セルゲイ・カチューリン（Serguei Katchiourine、1973年8月29日 – ）は、キルギスの男子フェンシング選手。
2008年の北京オリンピックのアジア・オセアニア地区の最終予選で優勝し、出場権を獲得した。しかしオリンピックでは男子エペ1回戦でこの種目で準優勝するフランスのファブリス・ジャネと当たり、1ポイント差で敗れた。